# Акбашев, Рашит Шагабутдинович
Раши́т Шагабутди́нович Акба́шев (29 мая 1933, деревня Адзитарово, Кармаскалинский район, Башкирская АССР — 21 февраля 2015) — советский и российский врач, государственный деятель, главный врач курорта Янган-Тау (1962—1994), заслуженный врач Российской Федерации (1993). Народный депутат РСФСР (1990).
Считается одним из основателей курорта «Янган-Тау», под его руководством в 1965 году на горе Янгантау началось строительство типового санатория.
В 1983 году на VIII съезде Всесоюзного общества курортологов и физиотерапевтов Рашит Акбашев избран членом Правления общества. С 1982 по 1994 годы — член Центрального совета по управлению курортов профсоюзов. С 2013 года Рашит Шагабутдинович возглавлял Совет ветеранов санатория «Янган-Тау».

## Образование
В 1950 году окончил Бузовьязовскую среднюю школу.
С 1950 по 1957 годы — Башкирский государственный медицинский университет.
В 1954—1956 годах учился на военно-медицинском факультете Куйбышевского медицинского института.
В 1975 году защитил диссертацию на соискание ученой степени кандидата медицинских наук.

## Лечебная и научная деятельность
В 1956 году — заведующий Тряпинской врачебной амбулатории (БАССР).
1962—1994 — главврач санатория «Янган-Тау».
1975 — кандидат медицинских наук.
Автор сценария научно-популярного фильма «Янгантау» (премьера в 1973 году на Центральном телевидении).

## Награды
Награждён Орденом «Знак почета», медалями «За трудовую доблесть», «За доблестный труд», «Ветеран труда», «За заслуги в развитии курортов России» и другими наградами.
Присвоены почетные звания «Заслуженный врач Российской Федерации», «Отличник здравоохранения», «Отличник курортов профсоюзов СССР», «Заслуженный врач Башкирской АССР» за выдающийся вклад в развитие санаторно-курортной системы республики (1967). В 2012 году присвоено звание «Почетный гражданин Салаватского района Республики Башкортостан». Удостоверение «Почетный гражданин Салаватского района» Рашиту Акбашеву вручил Рустэм Хамитов на празднике «Салават йыйыны-2012»